# Phyllaplysia taylori
Phyllaplysia taylori är en snäckart som beskrevs av Dall 1900. Phyllaplysia taylori ingår i släktet Phyllaplysia och familjen Notarchidae. Inga underarter finns listade i Catalogue of Life.